# Арандис
Арандис (англ. Arandis) — город на западе Намибии, входит в состав области Эронго. Административный центр одноимённого округа.

## История
Арандис был основан в 1972 году, как шахтёрский городок.

## Географическое положение
Город находится в западной части области, в пустынной местности, на расстоянии приблизительно 210 километров к западу от столицы страны Виндхука. Абсолютная высота — 584 метра над уровнем моря.

## Население
По данным официальной переписи 1991 года численность населения составляла 4 303 человек.
Динамика численности населения города по годам:
| 1991  | 2013   |
| ----- | ------ |
| 4 303 | 15 750 |

## Экономика и транспорт
Большинство экономически активного населения занято на урановой шахте Rössing Uranium Mine, являющейся одной из крупнейших в мире.

В окрестностях города расположен одноимённый аэропорт (ICAO: FYAR, IATA: ADI). Также в Арандисе есть станция Транснамибийской железной дороги.